# Прапор Теннессі
Прапор Теннессі (англ. Flag of Tennessee) — один з державних символів американського штату Теннессі.

## Опис прапора
Прапор являє собою прямокутне полотнище червоного кольору з вузькою синьою смугою по правому краю. В центрі знаходиться синє коло з білою облямівкою, всередині його — три білих зірки. Зірки повинні бути розташовані таким чином, щоб лінія, проведена через центри будь-яких з двох зірок не була паралельна сторонам прапора.

## Символіка прапора
Три зірки символізують три основні частини штату — Східний, Середній і Західний Теннессі. Синє коло, на який поміщені зірки, символізує єдність штату. Синя смуга у вільній частині, зі слів автора прапора полковника Лероя Рівеса (англ. LeRoy Reeves), несе декоративну функцію. Журнал National Geographic у жовтні 1917 року помилково повідомляв, що зірки символізують штат Теннессі як третій штат, що увійшов до складу США, після первинних тринадцяти.
Емблема, зображена в центрі прапора, використовується в символіці деяких великих компаній (Перший Банк Теннессі) і спортивних команд штату (футбольна команда Теннессі Тайтанс з Національної футбольної ліги).

## Галерея

Попередній прапор Теннессі, 1 травня 1897 — 17 квітня 1905.
Проєкт прапора штату в складі конфедерації